# Sin ti
Sin ti és una pel·lícula espanyola del 2006 dirigida per Raimon Masllorens, el seu segon llargmetratge, en la qual fa una immersió en el món de la ceguesa. La protagonista Ana Fernández va rebre assessorament de monitors i psicòlegs de l'ONCE per fer el seu paper. Fou rodada a Barcelona i es va estrenar al Festival de Màlaga.

## Sinopsi
Lucía és una mare de família conformista que accepta la vida tal com li ha vingut. Un dia, rellisca en sortir de la dutxa i la caiguda la deixa totalment cega. Aquest fet la impulsarà a analitzar la seva vida i a enfrontar-se a si mateixa, començant a disfrutar de les noves sensacions.

## Repartiment
- Ana Fernández... Lucía
- Pep Munné 	...	Toni
- Carolina Pfaffenbauer...	Laura
- Quim Gutiérrez	...	Casimiro
- Marina Salas...	Alba
- Jacobo J. Zoe...	Sergio
- Clara Segura...	Rosa
- Josep Julien...	Lluís

## Premis
- 51a edició dels Premis Sant Jordi de Cinematografia: Millor actor espanyol (Quim Gutiérrez)[4]